# Kálium-foszfát
A kálium-foszfát (más néven kálium-dihidrogén-foszfát, monokálium-foszfát vagy monobázikus kálium-foszfát) a foszforsav káliummal alkotott sója. Képlete: KH2PO4.
Műtrágyákban, tisztítószerekben és élelmiszerekben egyaránt alkalmazzák. Kristályos formájának speciális, un. nemlineáris optikai tulajdonságai vannak, ezért optikai szerkezetekben széles körben alkalmazzák.

## Élelmiszeripari felhasználása
Élelmiszerek esetében csomósodást gátló anyagként, savanyúságot szabályozó anyagként, valamint stabilizálószerként alkalmazzák. Élelmiszeripari alkalmazásakor E340 néven használják, mely mind a három kálium-foszfátot tartalmazza (monokálium-foszfát, dikálium-foszfát, trikálium-foszfát). Sok élelmiszerben megtalálható. Ismert mellékhatása nincs, de a napi maximum beviteli mennyisége 70 mg/testsúlykgban van korlátozva, mert a kálium-foszfátot alkotó foszforsav erős kalcium-megkötő képessége miatt a szervezetből kalciumot von el.

## Egyéb kálium-foszfátok

### Dikálium-foszfát
Képlete: K2HPO4
Az élelmiszeriparban a monokálium-foszfáttal és a trikálium-foszfáttal alkotott keverékként, E340 néven alkalmazzák.

### Trikálium-foszfát
Képlete: K3PO4
Az élelmiszeriparban a monokálium-foszfáttal és a dikálium-foszfáttal alkotott keverékként, E340 néven alkalmazzák.